# SunView
SunView (サン・ビュー)（は1980年代初頭にサン・マイクロシステムズが開発したウィンドウシステムのこと。"View" は「ワークステーション用のSunビジュアル統合環境 (Visual Integrated Environment for Workstations)」の頭字語で、もともとSunToolsと呼ばれていた。これは、サンのUNIX実装であるSunOSに同梱されていた。後のUNIXウィンドウシステムとは異なり、その多くはシステムカーネルに実装されていた。 SunViewは、サンのデスクトップおよびデスクサイドワークステーションで実行され、1980年代のテクニカルコンピューティング、文書出版、医療、およびその他のアプリケーション向けのインタラクティブなグラフィカル環境を、高解像度のモノクロ、グレースケール、およびカラーディスプレイで提供した。

## 同梱のグループウェア
SunViewには、電子メールリーダー、予定表ツール、テキストエディター、時計、設定、メニュー管理インターフェイス（すべてGUI）を含むグループウェアが含まれていた。このようなクライアントと関連するサーバーソフトウェアをベースOSとともに出荷するというアイデアは、他の業界よりも数年進んでいた。
サンのSunViewアプリケーションスイートは、後にXに移植され、 OPEN LOOKのルックアンドフィールを備えていた。 DeskSet生産性ツールセットとして知られることになり、これはサンのOpenWindowsデスクトップ環境の際立った要素の1つとなった。
DeskSetツールは、UNIX戦争の終わりに統合要素になった。そこでは、オープンシステム業界は何年も続く戦いに巻き込まれた。 COSEイニシアチブの一環として、サンのバンドルされたアプリケーションを、今回はMotifウィジェットツールキットに再度移植し、その結果をCDEの一部にすることが決定された。これは、すべてのオープンシステムベンダーで一時的に標準になった。
サンがデスクトップワークステーションにバンドルしたグループウェアは、SunViewの重要な遺産となった。基盤となるウィンドウインフラストラクチャが変更され、プロトコルが変更され、ウィンドウシステムが変更された後も、サンのアプリケーションはほぼ同じままであり、以前の実装との相互運用性を維持していた。

## 後継ソフトウェア
SunViewは、PostScriptに基づくより洗練されたウィンドウシステムであるNeWSに取って代わられることになっていた。ただし、実際の後継ソフトウェアはOpenWindowsであり、そのウィンドウサーバはSunView、 NeWS 、およびX Window Systemをサポートしていた。SunViewのディスプレイのサポートは、Solaris 2.2後に段階的に廃止された。サンは、SunViewと同様のAPIを備えたXViewと呼ばれるX用のツールキットを提供し、2つの環境間の開発者の移行を簡素化した。
サンは後に、 CDEからGNOMEデスクトップ環境への移行を発表した。これは、SunView/DeskSetコードベースの20年以上の歴史の終わり意味することになった。